# A55 (Frankrijk)
De A55, oftewel de Autoroute du Littoral is een autosnelweg gelegen in het departement Bouches-du-Rhône in Frankrijk. De totale lengte van het traject bedraagt circa 35 kilometer. Voor deze snelweg hoeft men geen tol te betalen.

## Traject
De weg verbindt de stad Marseille bij La Joliette met de weg N568 ten westen van de plaats Martigues. Deze route nationale loopt vervolgens verder in de richting van Arles en Nîmes via de A54. Nabij de stad Marseille is een knooppunt met de autosnelweg A7.

## Aanleg
Het eerste deel van het traject werd geopend in 1972, dit was de rondweg van Martigues. Drie jaar later werd de weg verlengd tot aan de A7 vlak bij Saint-Victoret. Het laatste deel van de weg werd in 1989 aangelegd tot bij de haven van Marseille. In de toekomst zal de weg N568 omgebouwd worden tot autosnelweg. Op dit moment is echter onbekend wanneer de weg tot aan Arles volledig als autosnelweg te berijden zal zijn; slechts een rondweg bij de plaats Port-de-Bouc is op dit moment in planning.